# Milenov
Milenov (deutsch Millenau) ist eine Gemeinde in Tschechien. Sie liegt sechs Kilometer westlich von Hranice und gehört zum Okres Přerov.

## Geographie
Milenov befindet sich am südlichen Fuße der Oderberge am Milenovský potok. Nördlich erhebt sich der Uhřinovský kopec (512 m). Am südlichen Ortsrand verläuft die Eisenbahnstrecke zwischen Hranice und Přerov, die nächste Bahnstation liegt anderthalb Kilometer südöstlich in Drahotuše. Nördlich des Dorfes befindet sich die Trasse der Autobahn D 1 / E 462 von Lipník nad Bečvou nach Bělotín, die im Jahre 2008 auf diesem Abschnitt für den Verkehr freigegeben werden soll.
Nachbarorte sind Uhřínov und Radíkov im Norden, Hrabůvka im Nordosten, Klokočí im Osten, Drahotuše im Südosten, Slavíč im Süden, Jezernice im Südwesten sowie Podhoří im Westen.

## Geschichte
Die erste urkundliche Erwähnung des zu den Besitzungen der Burg Drahotuš gehörigen Ortes erfolgte im Jahre 1353 unter dem Namen Mylenow, als Bohuš von Drahotuš dem Nonnenkloster St. Jakob in Olmütz elfeinhalb Hufen Land verkaufte. 1371 erwarb Markgraf Johann Heinrich die Herrschaft Drahotuš. Sein Sohn Jobst verpfändete Drahotuš an Ctibor von Tobitschau und Cimburg. Nach dem Verfall der Pfandschaft ging das Dorf 1408 in den Besitz der Cimburger über. 1476 verkauften die Herren von Cimburg die Herrschaft Drahotuš an Wilhelm II. von Pernstein. 1543 wurde das Dorf an die Herrschaft Weißkirchen angeschlossen. Vier Jahre später veräußerten die Pernsteiner Weißkirchen an Wenzel Haugwitz von Biskupitz. Dieser überließ den Besitz 1553 an Jan Kropáč von Nevědomí. Dessen Tochter und Erbin Anna heiratete nach dem Tod ihres Gatten Jan von Kunovice Johann den Jüngeren von Zerotein. Ihm folgte Dietrich von Kunowitz, der die Herrschaft im Jahre 1600 im Zuge eines Tausches an Zdeněk von Pottenstein und Žampach übergab. Zwischen 1610 und 1612 war Karl Berger von Berg der Besitzer. Ihm folgte Václav Mol von Modřelice. Dessen Güter wurden nach der Schlacht am Weißen Berg konfisziert und 1622 an Kardinal Franz Xaver von Dietrichstein verkauft. Das Geschlecht Dietrichstein blieb bis nach dem Ersten Weltkrieg Besitzer Güter in Millenau.
Nach der Aufhebung der Patrimonialherrschaften wurde Milnov 1850 zu selbständigen Gemeinde in der Bezirkshauptmannschaft Mährisch Weißkirchen. Seit dem Ende des 19. Jahrhunderts fand der Ortsname Milenov Verwendung. Die Bewohner lebten vornehmlich von der Landwirtschaft, daneben wurden im Gebirge Steinbrüche zur Gewinnung von Schotter und Splitt für den Straßenbau betrieben. Im Zuge der Gebietsreform von 1960 und der Auflösung des Okres Hranice wurde Jezernice zum 1. Januar 1961 dem Okres Přerov zugeordnet. Seit 2000 ist Milenov Mitglied und Sitzgemeinde der Mikroregion Podlesí.

## Gemeindegliederung
Für die Gemeinde Milenov sind keine Ortsteile ausgewiesen.

## Sehenswürdigkeiten
- Kapelle am Dorfplatz, errichtet 1897–1902
- Reste der Burg Drahotuš, westlich von Milenov in den Oderbergen

## Persönlichkeiten
In Millenau wurde der tschechische Schriftsteller Josef Frais (1946–2013) geboren.